# Macronychia ornata
Macronychia ornata är en tvåvingeart som först beskrevs av Townsend 1917.  Macronychia ornata ingår i släktet Macronychia och familjen köttflugor. Inga underarter finns listade i Catalogue of Life.